# 9-я бригада судов обеспечения
9-я бригада судов обеспечения, 9-я бригада морских судов обеспечения, 9-я БрМСО, при формировании 54-я оперативная бригада вспомогательных судов — соединение кораблей обеспечения (вспомогательных судов) Черноморского флота ВМФ СССР и Черноморского флота ВМФ России. Обеспечивала снабжение, техническое обслуживание и ремонт кораблей флота на боевых службах и в дальних походах в годы Холодной войны. В 2011 году в связи с сокращением корабельного состава 9-я бригада была реорганизована в 205-й отряд центра материально-технического обеспечения Черноморского флота.

## Предыстория
С начала 1960-х годов перед Черноморским флотом ставилась задача несения боевых служб в Средиземном море и Атлантическом океане на постоянной основе, требующая серьёзного логистического обеспечения. Ранее для этого использовались отдельные вспомогательные суда, привлекались суда Министерства морского флота СССР, что имело организационные и финансовые недостатки. По дипломатическим каналам начались переговоры о создании на территории дружественных стран Средиземноморья флотских пунктов базирования. Передовая база флота в Албании во Влерском заливе в бухте Паша-Лиман организованная в 1958—1959 годах была потеряна в июне 1961 года с ухудшением советско-албанских отношений.
Так как другие страны региона или были членами НАТО или проводили пронатовскую политику, советская дипломатия обратилась к арабским государствам Сирии и Египту. К постоянному тыловому обеспечению в дальней зоне Черноморский флот продвигался поэтапно, начав с группы судов. В портах Египта Александрии и Порт-Саиде были арендованы площади для хранения топлива, ГСМ, причалы под дивизион судов, который обеспечивал межпоходовый ремонт подводных лодок, комплексно заправлял советские корабли во время боевых служб.
В сентябре 1970 года было заключено соглашение с Египтом о базировании Пункта МТО ВМФ СССР в бухте Мерса-Матрух с правом нахождения там 5 боевых и 3 вспомогательных судов.
В 1971 году СССР заключил соглашение с Сирией об использовании порта Тартус для маневрового базирования.
В ходе роста 5-й Средиземноморской эскадры кораблей ВМФ вызванной необходимостью советского присутствия во время арабо-израильских войн, обострения на Кипре, стратегического сдерживания 6-го флота ВМФ США потребности снабжения многократно увеличились. Задачи боевых служб наращивались, выросла оснащенность огневыми комплексами, увеличилось использование морской авиации, усложнялись радиоэлектронные системы связи и управления. Все это потребовало создания высокомобильного тыла на основе кораблей комплексного снабжения, способных достигнуть любого района Мирового океана.

## История
Директивой Главного штаба ВМФ СССР 5 февраля 1973 года было сформировано управление бригады судов обеспечения, а на её базе — штаб оперативной бригады вспомогательных судов с дислокацией в порту Александрия (Египет). Возглавил соединение капитан 1-го ранга Н. Б. Мясоедов.

Когда соглашение с Египтом о военном сотрудничестве было расторгнуто по инициативе египетской стороны с лета 1972 года, материальные средства бригады были возвращены из Александрии в Севастополь, главную базу ЧФ. Хотя позднее позиция египетского руководства смягчилась, на прежние базы в Александрии и Мерса-Матрухе они не вернулись. Часть имущества, запасов, судов 54-й оперативной бригады вспомогательных судов были перебазированы в Сирию, в Тартус.

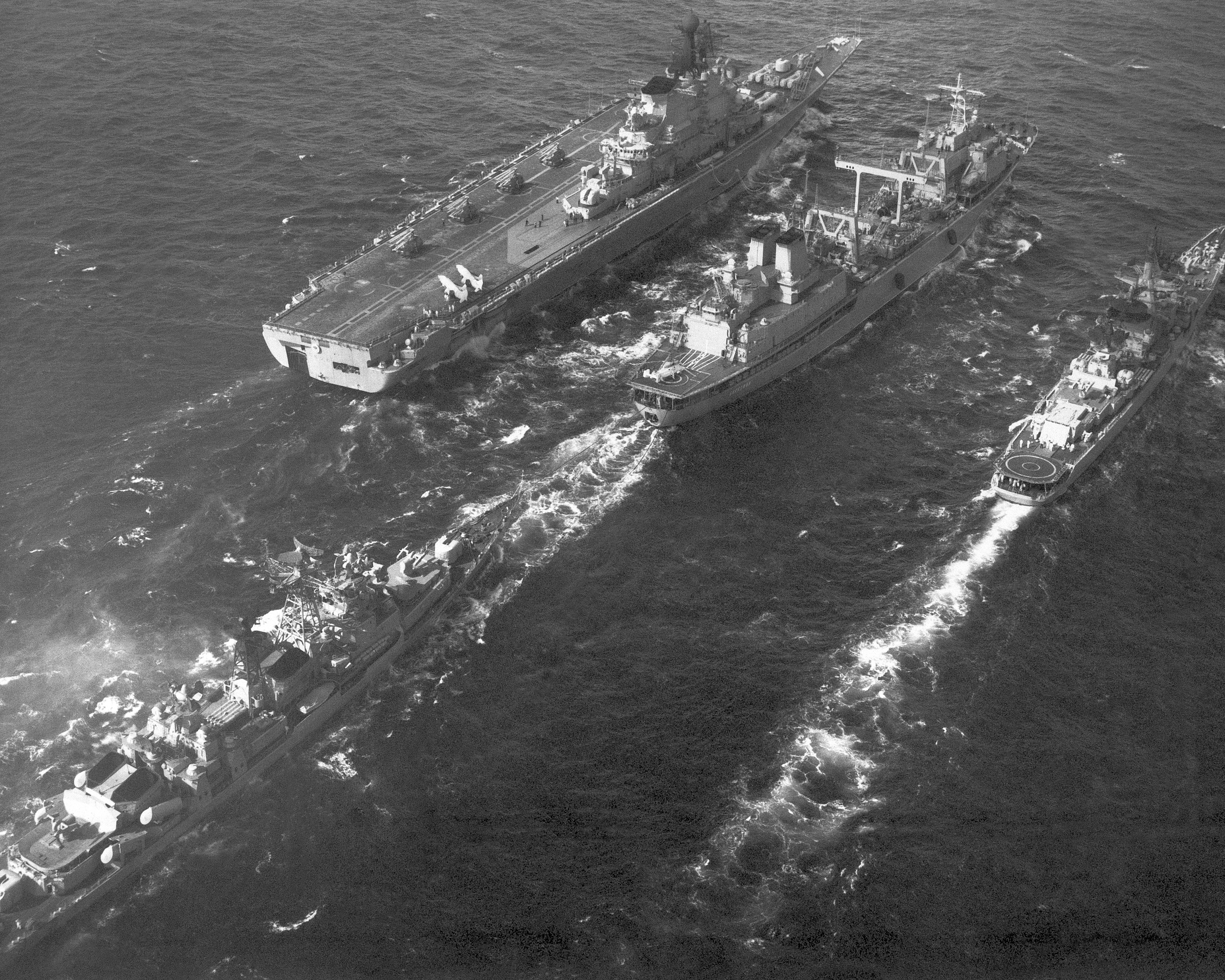
ККС «Березина» (в центре): одновременная передача грузов на ТАКР «Киев» (слева), БПК проекта 1134-А (справа) и БПК проекта 61М (снизу).

В 1975 году БМТ «Иван Бубнов» впервые выполнил одновременную заправку трех кораблей на ходу траверзным и кильватерным способами.
В масштабных советских командно-штабных учениях «Крым-76», проводимых в акваториях Средиземного и Чёрного морей, участвовало 35 вспомогательных кораблей и судов Черноморского флота.
К 1977 году корабли и суда бригады в среднем ежегодно проходили более 300 000 миль, за год на корабли подавалось до 200 000 тонн различных грузов, производилось более 1000 заправок топливом и ГСМ. Более 70 процентов кораблей и судов бригады получали за боевые службы отличные оценки.
В 1977 году в бригаду был включен дивизион морских судов обеспечения с припиской Севастополь из состава 16-й бригады вспомогательных судов ЧФ и вновь сформированный 30 апреля 1977 года заграничный 229-й дивизион морских и рейдовых судов с дислокацией в порту Тартус.
В Тартусе на постоянной основе находились советские плавмастерская, плавсклад, буксир, водоналивная баржа и водолазный бот.
В декабре 1977 года бригада была пополнена первым в ВМФ СССР кораблём комплексного снабжения «Березина» специальной постройки. С 1978 по 1991 год корабль провёл 9 боевых служб в Атлантическом, Индийском океанах и Средиземном море. За это время он прошел около 95000 миль. Семь опытных командиров и судоводителей от капитана 1-го ранга В. Батурина до капитана дальнего плавания В. Петрова, обеспечивали выполнение задач дальнего океанского тылового обеспечения.
В число лучших в бригаде входили экипажи ВМТ «Генерал Рябиков», ПМ-138 и ПМ-9, СМТ «Ельня», СМТ «Иман», БМТ «Борис Чиликин» и «Иван Бубнов», ГС «Енисей». 18 судов добились почетных званий, соединение имело десятки мастеров военного дела, сотни классных специалистов.
Бригада шесть раз была награждена переходящим Красным знаменем Военного совета ЧФ, трижды — Красным знаменем Военного совета ВМФ СССР, в 1980 году 9-я бригада судов обеспечения была удостоена Почётной грамоты ЦК КПСС. Орденами и медалями СССР, Российской Федерации были награждены многие офицеры, мичманы, старшины и матросы бригады и более 40 гражданских специалистов наших судов. Флагманами соединения в своих классах стали ККС «Березина», БМТ «Иван Бубнов», ГС «Енисей», КИЛ-158, ПМ-56, МБ-173.

### ВМФ России
Госпитальное судно «Енисей», капитан Михаил Шрам, участвовало в 1992 году в операции по вывозу беженцев из зоны грузино-абхазского конфликта. Тогда им было эвакуировано более 7 тысяч человек.
В 1996 году в состав бригады вошли корабли и суда расформированной 16-й бригады вспомогательных судов.
В ходе раздела Черноморского флота бригада отошла в ВМФ России. ВМС Украины достались несколько судов обеспечения. Большой морской танкер «Борис Чиликин» по разделу Черноморского флота 1997 года отошел ВМС Украины, где получил новое название — «Макеевка» (бортовой номер U757), в мае 2001 года продан.
В связи с сокращением корабельного и штатного состава 9-я бригада судов обеспечения ЧФ была реорганизована в 2011 году в 205-й отряд центра материально-технического обеспечения Черноморского флота.

## Корабельный состав
По состоянию на 2016 год в 205-м отряде числились:
| # | Проект | Название      | Класс                                  | Год  | Статус    |
| - | ------ | ------------- | -------------------------------------- | ---- | --------- |
|   | 1606   | БУК-645       | Буксирный катер                        | 1988 | в строю   |
|   | 1606   | БУК-1746      | Буксирный катер                        | 1987 | в строю   |
|   | 1559В  | «Иван Бубнов» | Танкер                                 | 1975 | в строю   |
|   | -      | «Двиница-50»  | сухогруз                               | 2015 | в строю   |
|   | -      | «Вологда-50»  | сухогруз                               | 2015 | в строю   |
|   | 320А   | «Енисей»      | Госпитальное судно                     | 1979 | в резерве |
|   | 03180  | ВТН-73        | Многофункциональное судно обслуживания | 2015 | в строю   |
|   | 1388НЗ | КСВ-2155      | Катер связи                            | 2015 | в строю   |
|   | 1388НЗ | КСВ-67        | Катер связи                            | 2014 | в строю   |

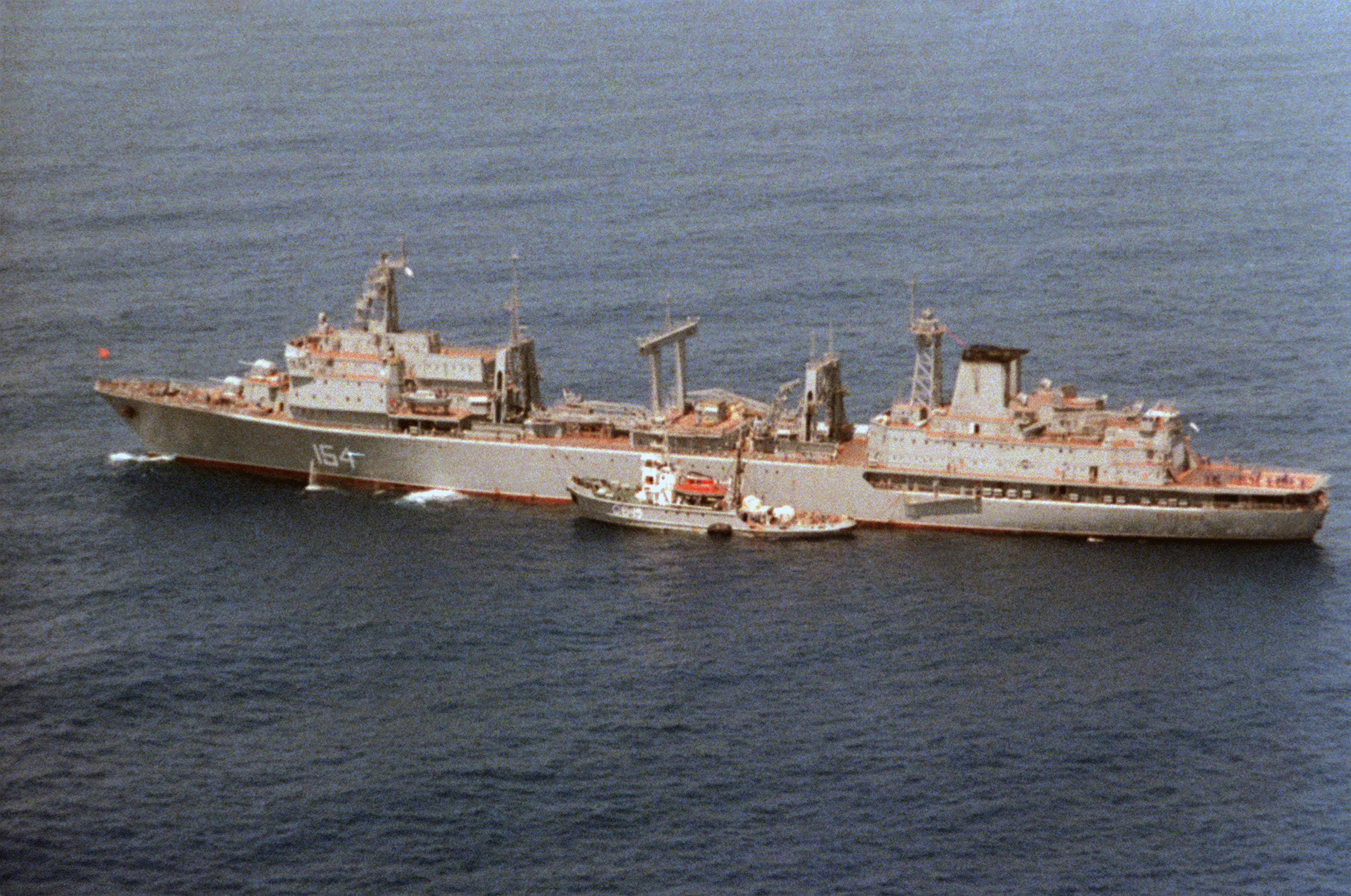
ККС Березина, 1 января 1988, фото ВМФ США
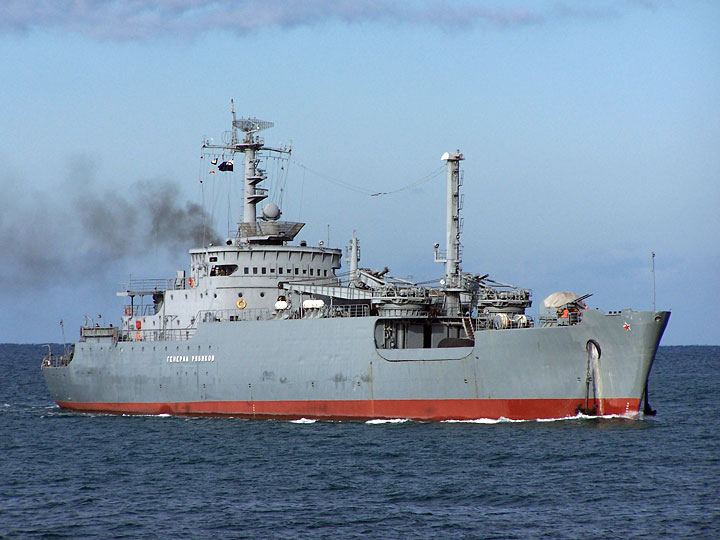
МТВ Генерал Рябиков, 7 ноября 2008
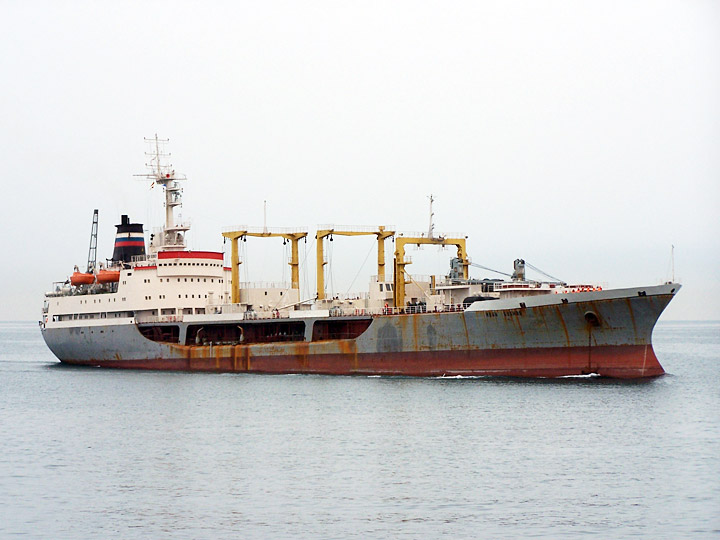
БМТ Иван Бубнов, 23 января 2009
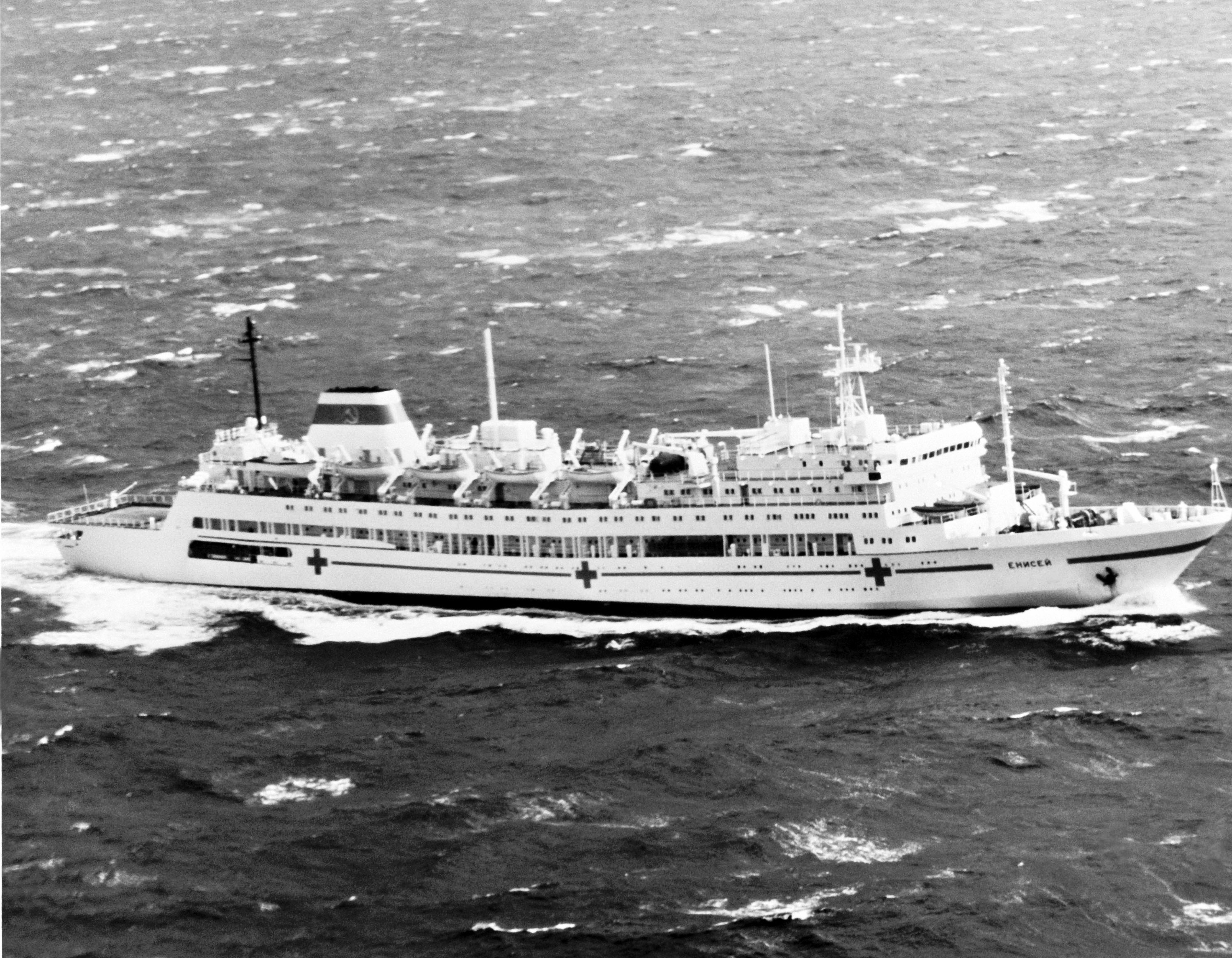
ГС Енисей, 1 октября 1989, фото ВМФ США
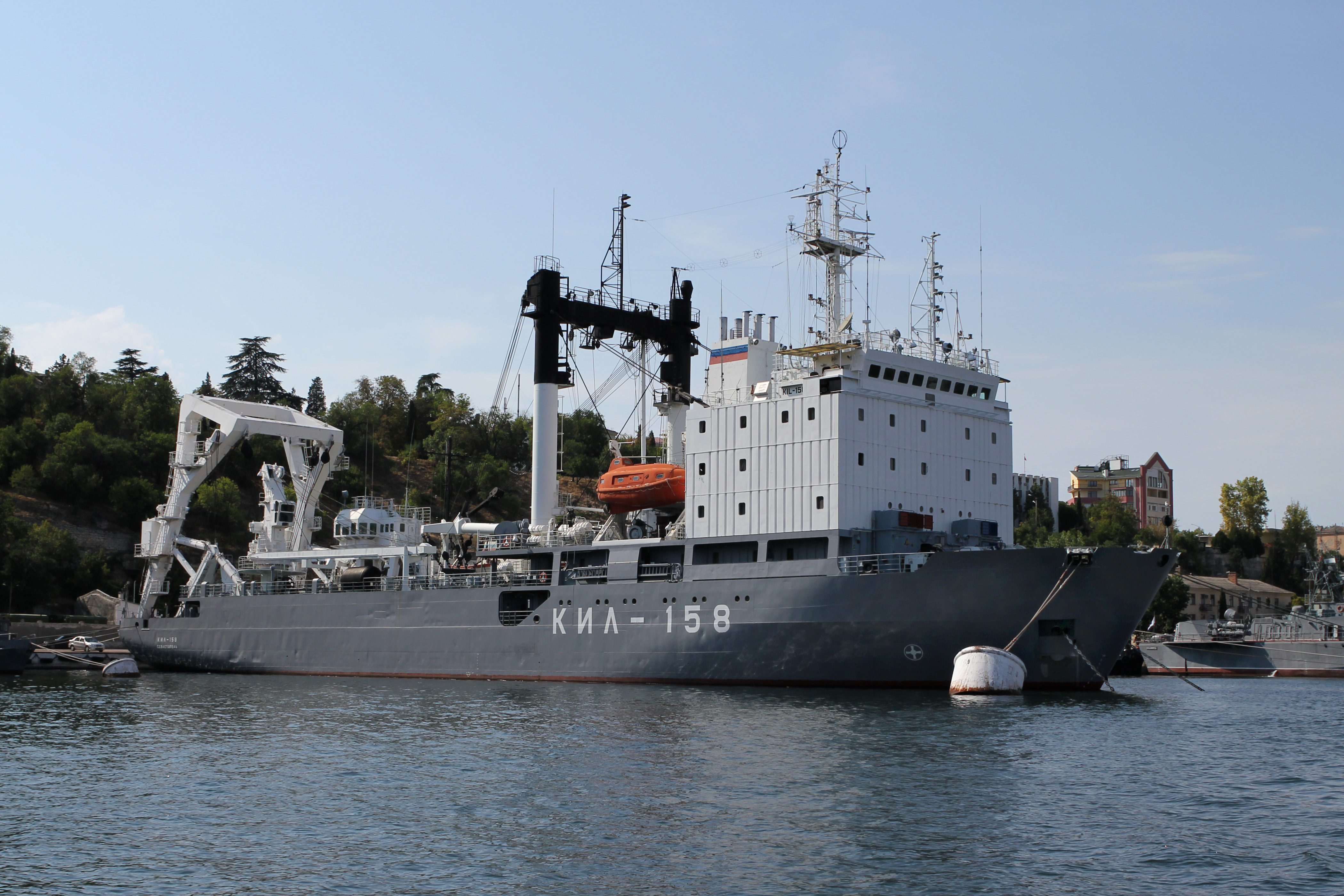
Килекторное судно  КИЛ-158, 2 августа 2012
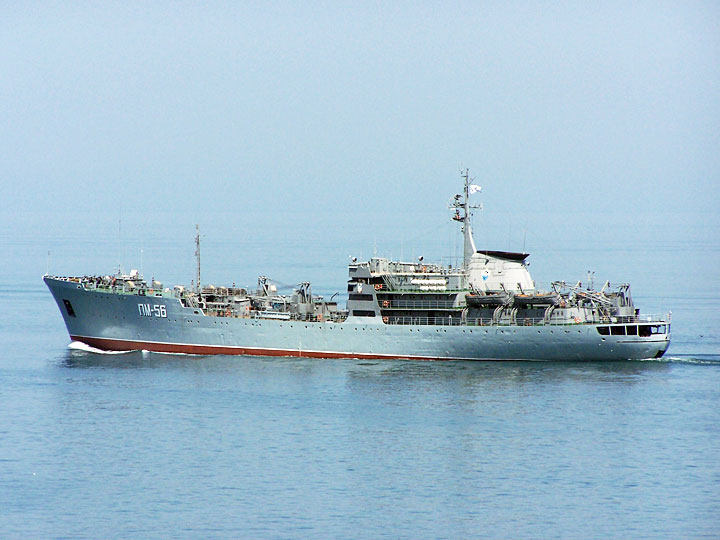
Плавмастерская ПМ-56, 23 июля 2008

## Командование

### 9-я бригада судов обеспечения
- Капитан 1-го ранга Н. Б. Мясоедов
- Капитан 1-го ранга Константин Иванов,
- Капитан 1-го ранга Иван Винник,
- (1986–1989) капитан 1-го ранга Николай Жебрак,
- Капитан 1-го ранга Николай Шумляковский
- (сентябрь 1994 -1998) - капитан 1-го ранга Виктор Волынский,
- Капитан 1-го ранга Георгий Айриян,
- Капитан 1-го ранга Станислав Степанов,
- капитан 1-го ранга Сергей Епифанов[3],

### 205-й отряд судов обеспечения
- капитан 1-го ранга запаса Сергей Зинченко[3].
- капитан 2-го ранга запаса Юрий Трофимов[9]
- капитан 1-го ранга С. Грицай.